# S'Adolitx
L'illot de S'Adolitx és un illot granític situat davant la cara sud de la punta de Garbí, al terme municipal de Sant Feliu de Guíxols (Baix Empordà).